# 쓰쓰이 게이조
쓰쓰이 게이조(일본어: 筒井 敬三, 1925년 6월 24일 ~ 1959년 12월 6일)는 일본의 전 프로 야구 선수이자 야구 지도자이다. 와카야마현 가이난시 출신이며 현역 시절 포지션은 포수였다.

## 인물
가이난 중학교와 요코하마 전문학교를 거쳐 1946년 그레이트 링에 입단, 프로 1년째부터 91경기에 출전하는 활약을 보였다. 1949년에 난카이 호크스의 벳쇼 다케히코를 빼돌린 일명 ‘벳쇼 빼내기 사건’으로 인해 난카이와 요미우리 자이언츠 사이에 원한을 갖게 되자 그해 4월 14일 요미우리전에서 경기 도중에 요미우리 감독이던 미하라 오사무에게서 구타당하는 사건(일명 ‘미하라 폭행 사건’)이 발생했다. 
그 후 1953년과 1955년에 올스타전에 출전했다. 1956년 다카하시 유니온스로 이적했고, 이듬해 1957년 다카하시와 다이에이 스타스의 합병에 의해서 다이에이 유니온스로 이적했다. 1958년 도에이 플라이어스로 이적하며 그 해를 끝으로 현역에서 은퇴했다. 1959년에 도에이의 2군 배터리 코치를 맡았다. 
1959년 12월 6일에 도에이 기숙사에서 가스 누출 사고가 발생하여 가스 누출에 의한 중독사로 사망했다(향년 34세).

## 상세 정보

### 출신 학교
- 가이난 중학교
- 요코하마 전문학교

### 선수 경력
- 그레이트 링·난카이 호크스(1946년 ~ 1955년)
- 다카하시 유니온스(1956년)
- 다이에이 유니온스(1957년)
- 도에이 플라이어스(1958년)

### 지도자 경력
- 도에이 플라이어스 2군 배터리 코치(1959년)

### 개인 기록
- 통산 1000경기 출장 : 1957년 6월 5일 ※역대 39번째
- 올스타전 출장 : 2회(1953년, 1955년)

### 등번호
- 2(1946년 ~ 1951년, 1956년)
- 19(1952년 ~ 1955년)
- 20(1957년 ~ 1959년)

### 연도별 타격 성적
| 연 도       | 소 속              | 경 기 | 타 석 | 타 수 | 득 점 | 안 타 | 2 루 타 | 3 루 타 | 홈 런 | 루 타 | 타 점 | 도 루 | 도 루 자 | 희 생 번 | 희 생 플 | 볼 넷 | 고 4 | 사 구 | 삼 진 | 병 살 타 | 타 율 | 출 루 율 | 장 타 율 | O P S |
| ----------- | ------------------ | ----- | ----- | ----- | ----- | ----- | ------- | ------- | ----- | ----- | ----- | ----- | -------- | -------- | -------- | ----- | ---- | ----- | ----- | -------- | ----- | -------- | -------- | ----- |
| 1946년      | 그레이트 링 난카이 | 91    | 345   | 301   | 39    | 85    | 8       | 2       | 4     | 109   | 34    | 15    | 8        | 10       | --       | 29    | --   | 5     | 23    | --       | .282  | .355     | .362     | .717  |
| 1947년      | 그레이트 링 난카이 | 91    | 288   | 268   | 16    | 57    | 6       | 1       | 0     | 65    | 17    | 11    | 4        | 4        | --       | 16    | --   | 0     | 18    | --       | .213  | .257     | .243     | .500  |
| 1948년      | 그레이트 링 난카이 | 140   | 516   | 458   | 37    | 109   | 19      | 4       | 2     | 142   | 33    | 9     | 10       | 9        | --       | 40    | --   | 8     | 41    | --       | .238  | .310     | .310     | .620  |
| 1949년      | 그레이트 링 난카이 | 127   | 470   | 435   | 56    | 119   | 25      | 9       | 3     | 171   | 66    | 12    | 4        | 5        | --       | 29    | --   | 1     | 31    | --       | .274  | .320     | .393     | .714  |
| 1950년      | 그레이트 링 난카이 | 86    | 294   | 268   | 24    | 68    | 11      | 0       | 3     | 88    | 32    | 2     | 4        | 2        | --       | 23    | --   | 1     | 24    | 13       | .254  | .315     | .328     | .643  |
| 1951년      | 그레이트 링 난카이 | 76    | 258   | 235   | 30    | 53    | 7       | 1       | 4     | 74    | 13    | 3     | 0        | 1        | --       | 20    | --   | 2     | 27    | 2        | .226  | .292     | .315     | .607  |
| 1952년      | 그레이트 링 난카이 | 93    | 251   | 231   | 26    | 59    | 10      | 1       | 2     | 77    | 21    | 4     | 1        | 3        | --       | 14    | --   | 2     | 25    | 5        | .255  | .304     | .333     | .637  |
| 1953년      | 그레이트 링 난카이 | 53    | 120   | 106   | 5     | 20    | 7       | 1       | 1     | 32    | 7     | 0     | 0        | 2        | --       | 12    | --   | 0     | 12    | 2        | .189  | .271     | .302     | .573  |
| 1954년      | 그레이트 링 난카이 | 5     | 6     | 6     | 0     | 1     | 0       | 0       | 0     | 1     | 0     | 0     | 0        | 0        | 0        | 0     | --   | 0     | 0     | 1        | .167  | .167     | .167     | .333  |
| 1955년      | 그레이트 링 난카이 | 86    | 210   | 188   | 16    | 45    | 10      | 0       | 5     | 70    | 22    | 3     | 3        | 2        | 1        | 19    | 1    | 0     | 29    | 2        | .239  | .309     | .372     | .682  |
| 1956년      | 다카하시           | 121   | 282   | 255   | 8     | 51    | 7       | 1       | 2     | 66    | 19    | 1     | 2        | 5        | 2        | 17    | 1    | 3     | 33    | 6        | .200  | .258     | .259     | .517  |
| 1957년      | 다이에이           | 75    | 166   | 147   | 8     | 17    | 3       | 2       | 2     | 30    | 12    | 0     | 0        | 4        | 0        | 15    | 0    | 0     | 23    | 1        | .116  | .198     | .204     | .402  |
| 1958년      | 도에이             | 8     | 5     | 5     | 0     | 1     | 0       | 0       | 0     | 1     | 0     | 0     | 0        | 0        | 0        | 0     | 0    | 0     | 2     | 0        | .200  | .200     | .200     | .400  |
| 통산 : 13년 | 통산 : 13년        | 1052  | 3211  | 2903  | 265   | 685   | 113     | 22      | 28    | 926   | 276   | 60    | 36       | 47       | 3        | 234   | 2    | 22    | 288   | 32       | .236  | .298     | .319     | .617  |

- 굵은 글씨는 시즌 최고 성적.
- 그레이트 링은 1947년 난카이(난카이 호크스)로 구단명을 변경